# Andrena gracillima
Andrena gracillima là một loài Hymenoptera trong họ Andrenidae. Loài này được Cameron mô tả khoa học năm 1897.